# Olympische Sommerspiele 1972/Ringen – Freistil Weltergewicht (Männer)
Das Freistilringen der Männer in der Klasse bis 74 kg bei den Olympischen Sommerspielen 1972 wurde vom 27. bis 31. August in der Ringer-Judo-Halle auf dem Messegelände Theresienhöhe ausgetragen.

## Wettkampfformat
Die Kampfzeit war auf drei Mal drei Minuten beschränkt. Ein Ringer blieb solange im Turnier, bis er mit sechs Minuspunkten belastet war. Sobald nur noch zwei oder drei Athleten übrig waren, wurde eine Finalrunde um die Medaillen ausgetragen.
Minuspunkte wurden wie folgt verteilt:
- 0,5: Sieg durch technische Überlegenheit
- 1: Sieg nach Punkten
- 2: Unentschieden
- 2,5: Unentschieden, Passivität
- 3: Niederlage nach Punkten
- 3,5: Niederlage durch technische Überlegenheit des Gegners
- 4:  Niederlage durch Schultersieg des Gegners, Passivität, Verletzung

## Ergebnisse
Legende
- MPG – Minuspunkte Gesamt
- MPK – Minuspunkte in diesem Kampf

### Runde 1
| MPG | MPK |                       | Zeit |                               | MPK | MPG |
| --- | --- | --------------------- | ---- | ----------------------------- | --- | --- |
| 4   | 4   | Toshitada Yoshida     | 7:31 | Francisco Lebeque             | 4   | 4   |
| 0   | 0   | Adolf Seger           | 8:23 | Alfred Wurr                   | 4   | 4   |
| 1   | 1   | Juri Gussow           |      | Ludovic Ambruș                | 3   | 3   |
| 3   | 3   | Bruce Akers           |      | Mukhtiar Singh                | 1   | 1   |
| 3   | 3   | Daniel Robin          |      | Jancho Pawlow                 | 1   | 1   |
| 4   | 4   | Bachir Hani Abou Assi | 5:06 | Robert Blaser                 | 0   | 0   |
| 3,5 | 3,5 | Bruno Hartmann        |      | Dandsandardschaagiin Sereeter | 0,5 | 0,5 |
| 0   | 0   | Wayne Wells           | 5:59 | Mehmet Ali Demirtaş           | 4   | 4   |
| 3   | 3   | Tony Shacklady        |      | Miroslav Musil                | 1   | 1   |
| 4   | 4   | Nestor González       | 5:07 | Wolfgang Nitschke             | 0   | 0   |
| 0   | 0   | Jan Karlsson          | 2:28 | Shakar Khan Shakar            | 4   | 4   |
| 3   | 3   | Muhammad Yaghoub      |      | Miklós Urbanovics             | 1   | 1   |
| 0   |     | Mansour Barzegar      |      | Freilos                       |     |     |

### Runde 2
| MPG | MPK |                               | Zeit |                       | MPK | MPG |
| --- | --- | ----------------------------- | ---- | --------------------- | --- | --- |
| 0,5 | 0,5 | Mansour Barzegar              |      | Toshitada Yoshida     | 3,5 | 7,5 |
| 8   | 4   | Francisco Lebeque             | 2:55 | Adolf Seger           | 0   | 0   |
| 8   | 4   | Alfred Wurr                   | 3:51 | Juri Gussow           | 0   | 1   |
| 3,5 | 0,5 | Ludovic Ambruș                |      | Bruce Akers           | 3,5 | 6,5 |
| 5   | 4   | Mukhtiar Singh                | 2:24 | Daniel Robin          | 0   | 3   |
| 1   | 0   | Jancho Pawlow                 | 2:02 | Bachir Hani Abou Assi | 4   | 8   |
| 1   | 1   | Robert Blaser                 |      | Bruno Hartmann        | 3   | 6,5 |
| 4,5 | 4   | Dandsandardschaagiin Sereeter | 8:25 | Wayne Wells           | 0   | 0   |
| 5   | 1   | Mehmet Ali Demirtaş           |      | Tony Shacklady        | 3   | 6   |
| 1   | 0   | Miroslav Musil                | 4:46 | Nestor González       | 4   | 8   |
| 1   | 1   | Wolfgang Nitschke             |      | Jan Karlsson          | 3   | 3   |
| 6   | 2   | Shakar Khan Shakar            |      | Muhammad Yaghoub      | 2   | 5   |
| 1   |     | Miklós Urbanovics             |      | Freilos               |     |     |

### Runde 3
| MPG | MPK |                     | Zeit |                               | MPK | MPG |
| --- | --- | ------------------- | ---- | ----------------------------- | --- | --- |
| 3,5 | 2,5 | Miklós Urbanovics   |      | Mansour Barzegar              | 2,5 | 3   |
| 1   | 1   | Adolf Seger         |      | Juri Gussow                   | 3   | 4   |
| 3,5 | 0   | Ludovic Ambruș      | 2:27 | Mukhtiar Singh                | 4   | 9   |
| 3   | 0   | Daniel Robin        | 4:17 | Robert Blaser                 | 4   | 5   |
| 2   | 1   | Jancho Pawlow       |      | Dandsandardschaagiin Sereeter | 3   | 7,5 |
| 0   | 0   | Wayne Wells         | 1:24 | Miroslav Musil                | 4   | 5   |
| 9   | 4   | Mehmet Ali Demirtaş | 8:18 | Wolfgang Nitschke             | 0   | 1   |
| 3   | 0   | Jan Karlsson        | 3:49 | Muhammad Yaghoub              | 4   | 9   |

### Runde 4
| MPG | MPK |                   | Zeit |                   | MPK | MPG |
| --- | --- | ----------------- | ---- | ----------------- | --- | --- |
| 6,5 | 3   | Miklós Urbanovics |      | Adolf Seger       | 1   | 2   |
| 3   | 0   | Mansour Barzegar  | 6:18 | Juri Gussow       | 4   | 8   |
| 6,5 | 3   | Ludovic Ambruș    |      | Daniel Robin      | 1   | 4   |
| 2,5 | 0,5 | Jancho Pawlow     |      | Robert Blaser     | 3,5 | 8,5 |
| 1   | 1   | Wayne Wells       |      | Wolfgang Nitschke | 3   | 4   |
| 9   | 4   | Miroslav Musil    | 5:36 | Jan Karlsson      | 0   | 3   |

### Runde 5
| MPG | MPK |                  | Zeit |                   | MPK | MPG |
| --- | --- | ---------------- | ---- | ----------------- | --- | --- |
| 7   | 4   | Mansour Barzegar | 5:18 | Adolf Seger       | 0   | 2   |
| 7   | 3   | Daniel Robin     |      | Wayne Wells       | 1   | 2   |
| 3,5 | 1   | Jancho Pawlow    |      | Wolfgang Nitschke | 3   | 7   |
| 3   |     | Jan Karlsson     |      | Freilos           |     |     |

### Runde 6
| MPG | MPK |               | Zeit |             | MPK | MPG |
| --- | --- | ------------- | ---- | ----------- | --- | --- |
| 4   | 1   | Jan Karlsson  |      | Adolf Seger | 3   | 5   |
| 7,5 | 4   | Jancho Pawlow | 6:37 | Wayne Wells | 0   | 2   |

### Finalrunde
Ergebnisse aus den vorherigen Runden wurden übernommen (hell hinterlegt).
| MPG | MPK |              | Zeit |             | MPK | MPG |
| --- | --- | ------------ | ---- | ----------- | --- | --- |
|     | 1   | Jan Karlsson |      | Adolf Seger | 3   |     |
| 4   | 3   | Jan Karlsson |      | Wayne Wells | 1   |     |
| 6   | 3   | Adolf Seger  |      | Wayne Wells | 1   | 2   |